# Erioderus candezei
Erioderus candezei là một loài bọ cánh cứng trong họ Cerambycidae.